# Magny-la-Campagne
Magny-la-Campagne település Franciaországban, Calvados megyében. Lakosainak száma 582 fő (2018. január 1.). Magny-la-Campagne Condé-sur-Ifs, Mézidon-Canon, Ouville-la-Bien-Tournée, Percy-en-Auge, Thiéville, Vendeuvre és Vieux-Fumé községekkel határos.

## Népesség
A település népessége az elmúlt években az alábbi módon változott:
| Lakosok száma | 407  | 403  | 451  | 466  | 476  | 587  | 553  | 531  | 588  | 582  |
|               | 1968 | 1975 | 1982 | 1990 | 1999 | 2011 | 2013 | 2015 | 2017 | 2018 |